# Maison Maron
La maison Maron est une maison du XVe siècle située à Chalamont, dans l'Ain, en France.

## Description
La maison est inscrite partiellement (façade) au titre des monuments historiques en 1927 ; elle est alors occupée par le dénommé Maron, et est située rue de l'Hôpital qui deviendra rue des Halles. Son emplacement correspond à la parcelle 208 du cadastre. En 1971, l'occupant de la maison était Martin Jacki. La maison Maron se trouve à proximité immédiate de l'ancienne école de Chalamont (à l'est de celle-ci).

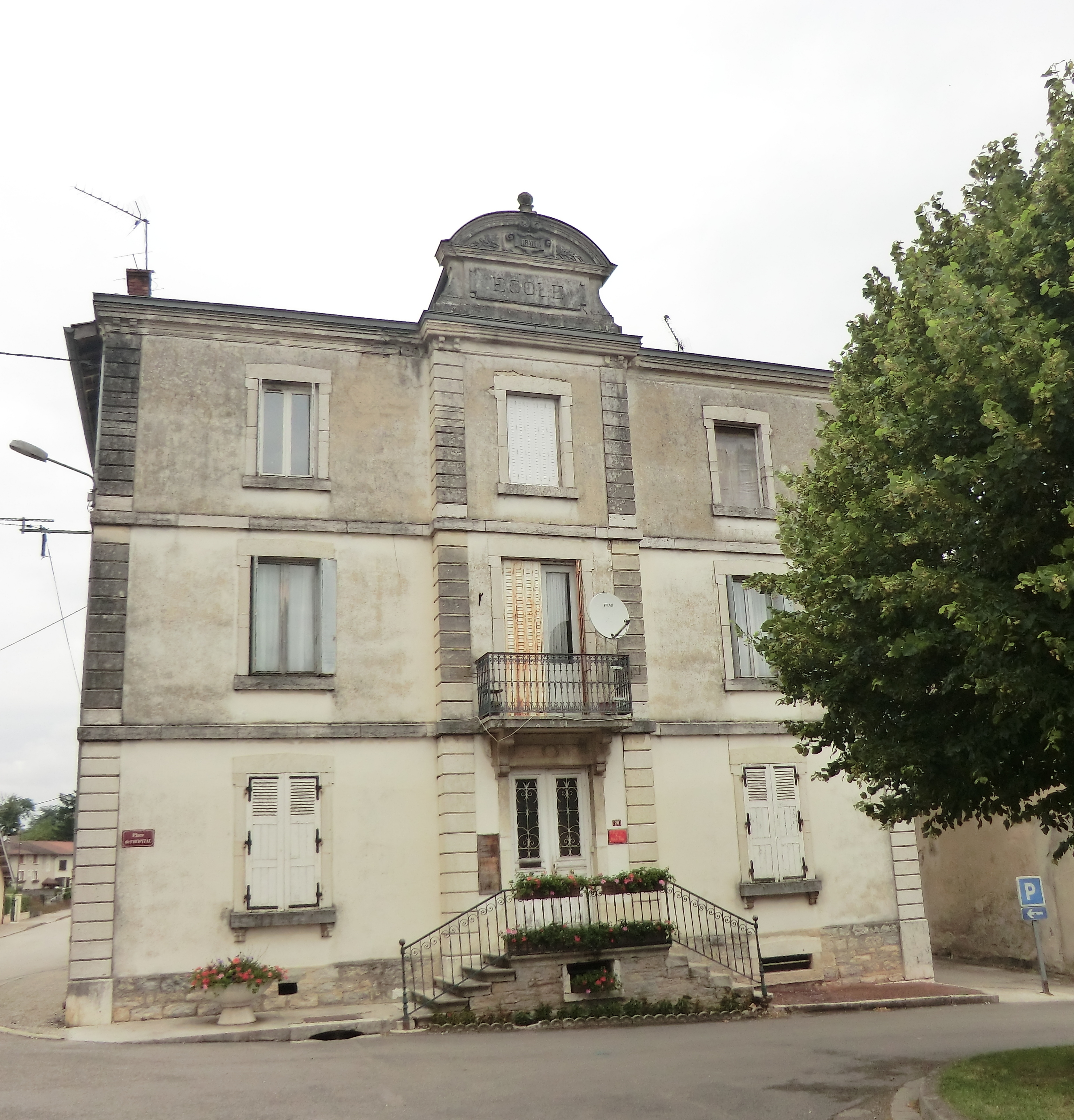
L'ancienne école de Chalamont.
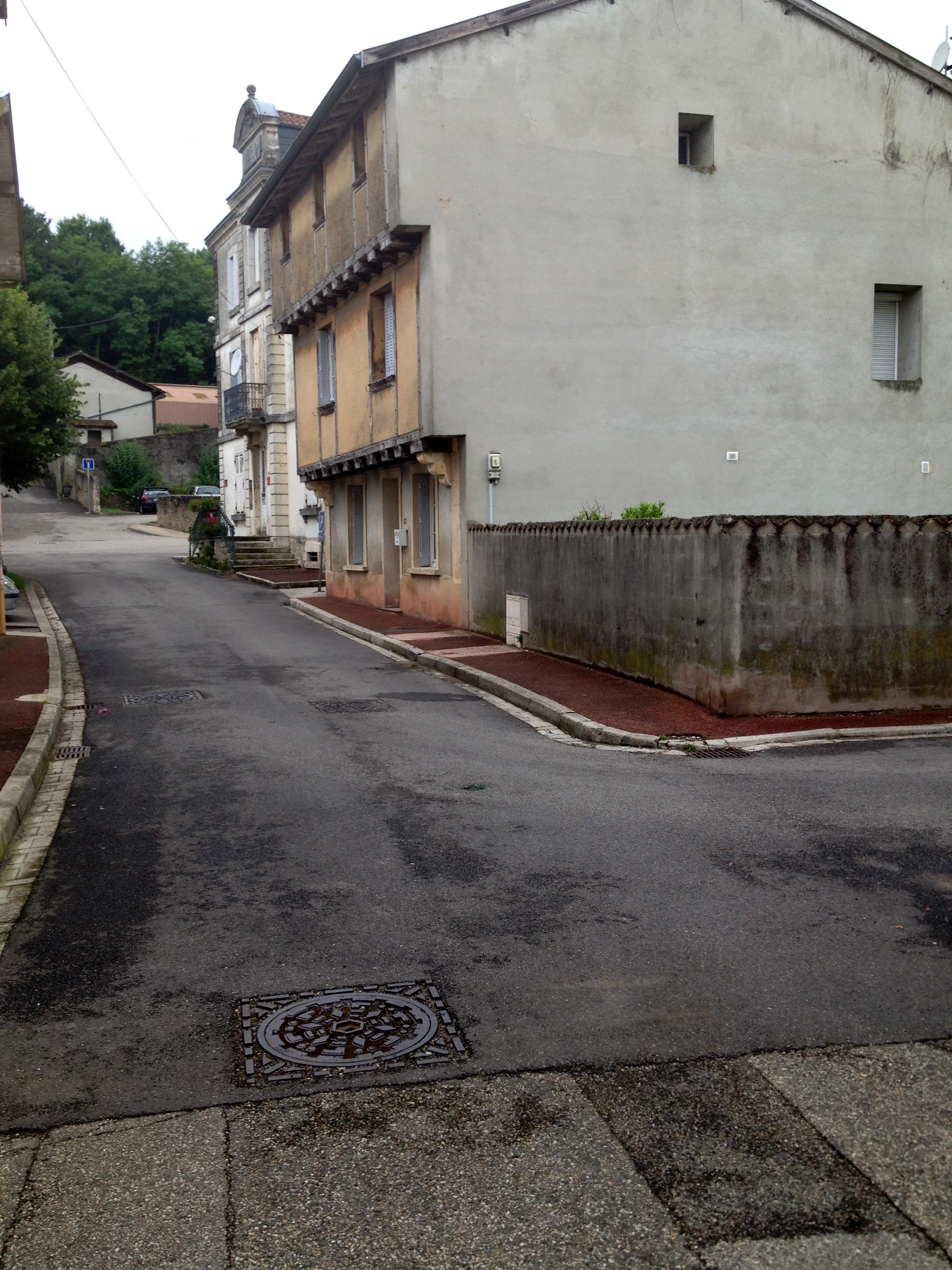
Autre vue de la maison Maron (depuis le bas de la rue des Halles).
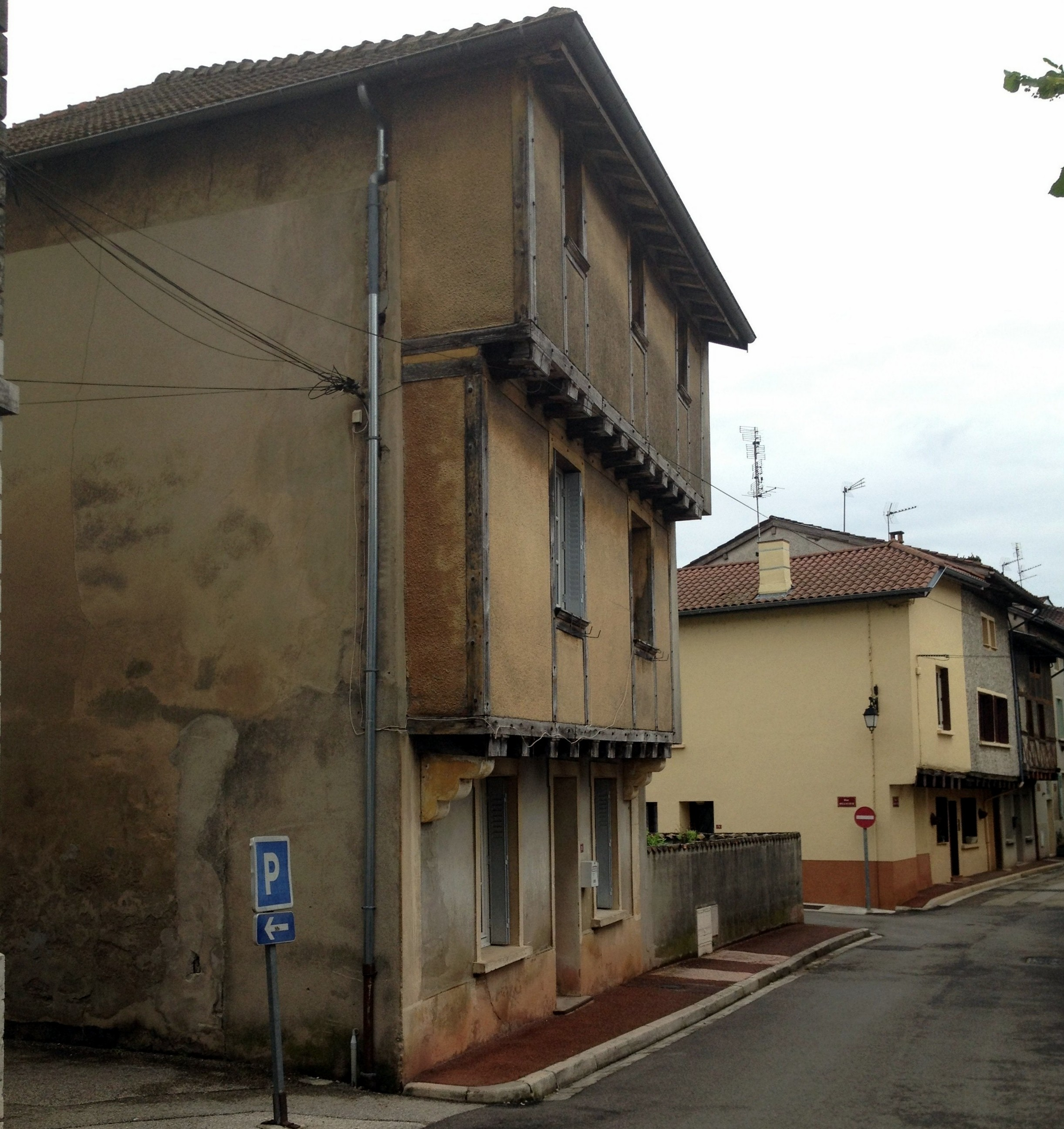
Autre vue de la maison Maron (depuis le haut de la rue des Halles).